# Matei Gantner
Matei Gantner (* 1934; † 2023) war ein rumänischer Tischtennisspieler und -trainer. In den 1950er Jahren nahm er an fünf Weltmeisterschaften und einer Europameisterschaft teil.

## Werdegang
Matei Gantner gewann bei den nationalen rumänischen Meisterschaften insgesamt sieben Titel, drei im Einzel (1954, 1958, 1960), zwei im Doppel (1955, 1957 jeweils mit Toma Reiter) und zwei im Mixed (1957, 1958 jeweils mit Ella Zeller).
Von 1953 bis 1957 wurde Matei Gantner fünfmal für Weltmeisterschaften nominiert. Sein größter Erfolg war der Gewinn der Bronzemedaille im Mannschaftswettbewerb 1956 in Tokio. Hier besiegte er im Halbfinale die Japaner Yoshio Tomita und Ichirō Ogimura, es war Ogimuras einzige Niederlage bei dieser WM. Bei den Weltmeisterschaften 1955 und 1957 wurde das rumänische Team Fünfter.
Bei der Europameisterschaft 1958 holte er im Doppel mit Tiberiu Harastozi Bronze. In der ITTF-Weltrangliste wurde er 1956 auf Platz sechs geführt.
1958 fiel Matei Gantner in Rumänien in Ungnade, woraufhin er nicht mehr in der Nationalmannschaft berücksichtigt wurde.
Daraufhin begann er eine Trainertätigkeit im Juniorenbereich. 1979 emigrierte er mit seiner Familie nach Deutschland. Bei Borussia Düsseldorf wurde er von 1980 bis 1986 als Trainer beschäftigt. In dieser Zeit gewann die Herrenmannschaft dreimal die Deutsche Meisterschaft.

## Turnierergebnisse
| Verband | Veranstaltung       | Jahr | Ort       | Land | Einzel     | Doppel        | Mixed         | Team |
| ------- | ------------------- | ---- | --------- | ---- | ---------- | ------------- | ------------- | ---- |
| ROU     | Europameisterschaft | 1958 | Budapest  | HUN  | letzte 16  | Halbfinale    | Viertelfinale |      |
| ROU     | Weltmeisterschaft   | 1957 | Stockholm | SWE  | letzte 128 | letzte 16     | letzte 16     | 5    |
| ROU     | Weltmeisterschaft   | 1956 | Tokio     | JPN  | letzte 16  | Viertelfinale | letzte 16     | 3    |
| ROU     | Weltmeisterschaft   | 1955 | Utrecht   | NED  | letzte 16  | letzte 16     | letzte 64     | 5    |
| ROU     | Weltmeisterschaft   | 1954 | Wembley   | ENG  | letzte 256 | letzte 64     | letzte 32     | 9    |
| ROU     | Weltmeisterschaft   | 1953 | Bukarest  | ROU  | letzte 128 | letzte 64     | letzte 32     |      |